# كايفانو
Caivano كايفانو، مدينة إيطالية في مقاطعة نابولي ضمن إقليم كامبانيا جنوب البلاد، تقع على بعد حوالي 14 كم شمال شرق مدينة نابولي. يبلغ عدد سكانها 36,980 ومساحتها 27.1 كم ².

## السكان
في سنة 1861 بلغ عدد السكان 10٬017 نسمة، وتطور العدد ليصل في سنة 2011 لـ 37٬654 نسمة.
يظهر هذا المخطط البياني تطور النمو السكاني لـ كايفانو